# 泥棒
泥棒（どろぼう）とは、人の物などを窃盗する存在を指す語である。

## 泥棒の一覧
また、盗むもの方法が様々であり、細分化して名前も変わる。
空き巣
留守宅を狙った泥棒
馬泥棒
馬を盗む泥棒。馬は古来から人間にとって家族ともいうべき相棒であったため重罪であった。
置引き
置いてある荷物を狙った泥棒
ひったくり
持っているものを強引に掴んで逃げる泥棒
火事場泥棒
火事などで回りが騒がしい時を狙って窃盗を行う泥棒
スリ
相手のポケットなどから物を盗む泥棒
万引き
店頭で販売されている商品を代金を払わずに盗む泥棒
巾着切り
巾着の紐を切って奪う泥棒
泥棒猫
気配もなく忍び込んで食べ物を盗む猫の泥棒

## 語源
諸説ある。

## 関連作品
- モモ - 時間泥棒が登場する。
- どろぼう猫 - 夢野久作の小説[1]
- 泥棒猫 - ギャグマンガ
- もぐら泥 - 落語
- 置泥 - 置泥

## 慣用句
- 持ってけ泥棒 - 価値のある物をただ同然の安値で売り払ったり無料配布に切り替えたりする際に、周りを煽り立てるような口上として使われる。
- 嘘つきは泥棒の始まり - 犯行の現場に踏み込まれた際、泥棒は自らの罪を認めようとせずその場を取り繕う嘘をついて窮地を逃れようとするため、そのような『言い逃れるための嘘』と見なされるような言動をした者への戒めとして引用される。
- 泥棒が縄を恨む - 自分の犯した罪を棚に上げ、他人を非難したり逆恨みすること。
- 泥棒を捕らえて縄を綯う - 物事が発生してから(大半の場合、手遅れになってから)対策を練る行為を揶揄する言い方。日常生活では「泥縄」と略して呼ばれる事が多い。